# Palicsi Állatkert
A Palicsi Állatkert (szerbül Зоолошки врт Палић / Zoološki vrt Palić) Szerbiában, Vajdaságban, Szabadka közelében, Palicson található. 1949-ben alapították. Tartalmával gazdagítja Szabadka és környéke lakosságának életét. Ma, Európa fejlett állatkertjeit alapul véve, ápolja a természet oázisát, ahol harmóniában él együtt a növény- és állatvilág. Az állatkert hozzájárul az ifjúság neveléséhez, elkötelezi magát az állat- és növényfajok védelmére.

## Története
A palicsi Állatkert megalapításának eszméje a második világháború utáni első években született meg, egy csoport társadalmi-politikai munkás körében, akik tekintélyt akartak szerezni az ismert szabadkai nyaraló- és kirándulóhelynek. Először Milan Martinović Metalac és Marko Bačlija a város népbizottságának titkára illetve elnöke fejtette ki ezt az ötletet 1948 decemberében. 1949. április 4-én elfogadták Konstantin Medaković tervét. Már másnap, 1949. április 5-én működésbe lépett az Állatkert. Eleinte két alkalmazottja volt: Konstantin Medaković igazgató és Varga István előmunkás. Ugyanazon év végéig az alkalmazottak száma nyolcra nőtt. A 25 éves jubileumi ünnepségen Medaković többek között megjegyezte: „Szinte a semmiből kezdtük, de szárnyakat adott a lelkesedés, hogy megvalósíthatjuk a ránk bízott feladatokat. Tervszerűen dolgoztunk: az első naptól kezdve tudtuk, hogy mit akarunk és mit bírunk.”
Az Állatkert céljaira tervezett terület egész sor mezőgazdasági telekből állt, amelyeken búzát, rozst, napraforgót és kukoricát termeltek, de volt rajtuk néhány szőlőskert, gyümölcsfa és egy nyaraló. A talaj futóhomok volt, amiben nem szeretnek a különböző rágcsálók, amelyek fertőző betegségeket is terjesztenek. Noha a terepen volt néhány 200 évnél idősebb tölgyfa, melyek még ma is élnek, ez a talajtipus nem ideális a növényeknek. Végül ez is megoldódott. 

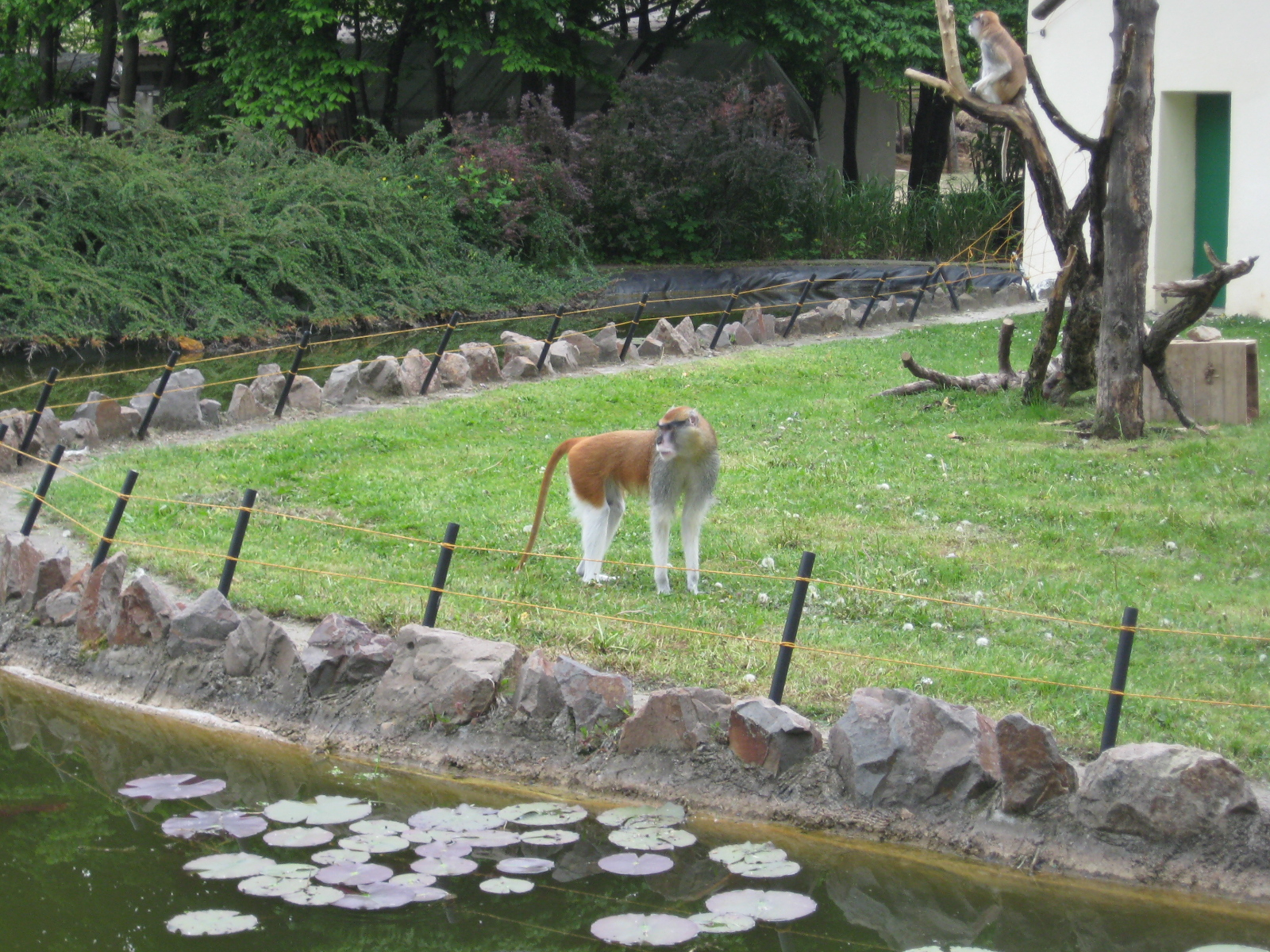
Majmok a Palicsi Állatkertben

1949-es év végén két hektáron felépültek a legfontosabb létesítmények: a farkasok, rókák, borzok, papagájok és más madarak ketrecei, a majmok kerti házai, a kacsák, récék és rucák számára pedig tó készült. A nyaralót igazgatói épületté alakították. Az egész építészeti megoldás De Negri Ferenc mérnök műve, az elefánt és az oroszlán szobra Almási Gábor, míg a Haltér Kalmár Ferenc munkája.
Az állatállomány kialakítását hazai állatokkal kezdték, a háború következményei és a szegénység miatt. Első lakói a fakó keselyű és a medve, az egzotikus élőlények között pedig a kakadúpapagáj, és a jávai majom voltak. Az első lakók közül Miskó nevű medve élt legtovább. 1981-ben pusztult el, születésétől 32 évig az Állatkertben tartózkodott.
1950. május 31-én hivatalosan is megnyílt az Állatkert. Fejlődésére nézve jelentős éve volt 1953, amikor nyugati majd keleti kapcsolatok jöttek létre. 1957 és 1958 folyamán építették fel a jegesmedvék kifutóját, amit 1963-ban laktak be az állatok egy cserének köszönhetően. A bécsi állatkerttel kötött szerződésnek köszönhetően, leszállítottak 80 pár galambot egy nemzetközi kiállításra. Rövid idő alatt az állatkert nagy tekintélynek örvendett Szabadkán és az akkori Jugoszláviában, ezért rábízták a feladatot, hogy szervezze meg az ország állatkertjeinek közösségét.
1977-ben új időszak kezdődött az állatkert fejlődésében, miután Konstaintn Medaković nyugdíjba vonult. Igazgatónak ekkor Ignacije Tonkovićot nevezték ki. Megerősítették a korábbi kapcsolatokat a fejlett európai állatkertekkel. A vezetés a növény- és állatvilág együttes fejlesztése mellett döntött, hogy az állatkert a természet oázisa legyen. Elfogadták Lothar Dietrich ötletét, miszerint a mai embernek elege van a betonból és a zárt térből, nem szereti az állatokat elavult vasketrecekben látni. Ez a terv még nem valósult meg teljesen. Felépült a papagájterem az aligátorok és az arapapagájok számára, az elefántkarám, a zsiráfok és a zebrák épülete, az Öko-Zoo Központ stb. Az épületeket Vera Čović tervezte, a védőkorlátokat a kifutókhoz, és a vizesárkokat a Duna-Tisza-Duna vállalat készítette.

## Szerepe
A Öko-Zoo Központ épülete hivatalosan 1997. július 18-án nyílt meg, benne található a piton terme, a fókák és pingvinek éjjeli szállása és két tanterem. Az Öko-Zoo Központ tevékenysége ma is az ismertetett elveken alapul, melyek az öko-óvoda, a kiránduló diákoknak és tanáraiknak szervezett előadások, együttműködés az iskolák biológia csoportjaival, a városi gyermekek szocializálására irányuló munka, nyári öko-telepek, biológiatanárok szakmai továbbképzése stb.
A növények a palicsi állatkert külön értékét képezik. Jótékony mikroklímát teremtenek, az egész környezetet kellemessé és széppé teszik. A növényvilág kialakítása Horváth Imre akadémikus, a szegedi JATE tanárának tervei alapján folyt, és az Állatkert munkásainak szorgalmát dicséri. Az állatkert északi részén tűlevelű fák, míg a délin lombhullató fák, díszfák, virágok és rózsakertek pompáznak, kb. 1500 rózsával. Ilyen környezetben él manapság vagy hetven állatfaj egyede a tervezett százból.

## Külső hivatkozások
- Honlap (magyarul is)